# زغال‌اخته سفید
زغال‌اخته سفید؛ ال سفید (نام علمی: Cornus alba) نام یک گونه از سرده زغال‌اخته است.